# Gare de Mourmansk
 (février 2023).
Si vous disposez d'ouvrages ou d'articles de référence ou si vous connaissez des sites web de qualité traitant du thème abordé ici, merci de compléter l'article en donnant les références utiles à sa vérifiabilité et en les liant à la section « Notes et références ».
La gare de Mourmansk (en russe : Станция Мурманск) est une gare ferroviaire russe, située dans la ville de Mourmansk, dans l'oblast de Mourmansk, en Russie.

## Situation ferroviaire
La gare est exploitée par Oktiabrskaïa jeleznaïa doroga, partie de Chemins de fer russes.

## Histoire
Elle a été ouverte en 1916. La gare précédente fut détruite lors de la Seconde Guerre mondiale, le bâtiment actuel est de 1954. La gare fut électrifiée dans les années 1930.